# Якопо II Аппиано
Я́копо II д’Аппиа́но (итал. Jacopo II Appiano; ок. 1400/1401, Пьомбино, синьория Пьомбино — 27 декабря 1441, там же) — представитель дома Аппиано, синьор Пьомбино с 1404 по 1441 год, пфальцграф Священной Римской империи.
Племянник римского папы Мартина V. Имел репутацию слабого правителя, находившегося под сильным влиянием матери. Его попытка расширить территорию своих владений за счёт Флорентийской республики оказалась провальной. Построил в Пьомбино новый дворец старейшин и в Популонии новую крепость. Бережно относился к памятникам этрусской культуры. Умер бездетным.

## Биография

### Ранние годы
Родился в Пьомбино около 1400 и 1401 годов. Якопо был сыном графа Герардо Леонардо Аппиано, синьора Пьомбино, и Паолы Колонна, дочери Агапито Колонна, синьора Дженаццано, и Катерины де Конти из дома графов Сеньи. По материнской линии он был племянником римского папы Мартина V. В мае 1405 года наследовал умершему отцу под именем Якопо II. Его полный титул был следующим: граф Якопо II д’Аппиано, синьор Пьомбино, Скарлино, Популонии, Суверето, Буриано, Аббадья-аль-Фаньо, Виньяле, Валле, Монтиони и островов Эльба, Монтекристо, Пьяноза, Черболи и Пальмайола, пфальцграф Священной Римской империи.
Регентом при несовершеннолетнем правителе стала его мать. Исполняя последнюю волю покойного мужа, от имени его наследника 30 мая 1405 года она принесла коммендацию Флорентийской республике, которая приняла синьорию Пьомбино и её правителя под свою защиту. За год до смерти коммендацию Флоренции принёс отец Якопо II. Наставником к юному правителю Флоренция направила гуманиста Филиппо Магалотти. 4 февраля 1406 года флорентийцы продлили действие коммендаций синьора Пьомбино ещё на четыре года, а 28 февраля того же года, по просьбе самого Якопо II, предоставили ему флорентийское гражданство. 6 ноября 1406 года магистрат республики зачислил Якопо II в состав народного ополчения. По этому случаю из Флоренции в Пьомбино прибыл подеста, который посвятил Якопо II в рыцари.
Несовершеннолетний правитель не принимал никаких решений и не подписывал документы без согласия матери. Паола Колонна, вдовствующая синьора Пьомбино, была женщиной умной и обладала волевым характером. Она управляла синьорией вместе с флорентийским комиссаром, которого республика ежегодно направляла в Пьомбино для контроля над положением дел. Стараясь избежать повторного нападения на остров Эльба со стороны Генуэзской республики, в 1413 году вдовствующая синьора в Генуе женила сына на Донелле Фиески (1400—1467), дочери генуэзского патриция Луки Фиески, графа Лаванья. Тесть синьора Пьомбино был представителем влиятельного генуэзского рода и генералом армии Флорентийской республики.
В 1419 году Якопо II с матерью и сёстрами посетил Флорентийскую республику во время визита во Флоренцию римского папы Мартина V. Флорентийцы оказали радушный приём синьору Пьомбино и членам его семьи. 31 октября 1419 года Якопо II подтвердил вечный характер коммендации Флорентийской республике, которую ранее принесла за него мать.

### Отношения с Флорентийской республикой
В войне 1431 года между Венецией и Генуей Якопо II участвовал на стороне последней. Он командовал галерой в битве при Рапалло, в которой генуэзцы потерпели поражение и галера Якопо II была захвачена венецианцами. В том же 1431 году, во время войны Флоренции с Луккой, Сиеной и Миланом, синьор Пьомбино выступил против Флорентийской республики, тем самым нарушив данные им коммендации. С одной стороны, он хотел избавиться от усиления влияния со стороны Флоренции, с другой, им двигало желание расширить свои владения за счёт территории республики. Якопо II рассчитывал на поддержку со стороны Генуи и Милана. Ему даже удалось захватить крепость Монтеверди, на основании чего он с 1431 по 1433 год он носил титул синьора Монтеверди.
Однако вскоре ситуация резко поменялась. Умер дядя Якопо II, римский папа Мартин V, на чьё покровительство он также рассчитывал. Над синьором Пьомбино нависла опасность мести со стороны преданного им союзника. Он попытался снова сблизиться с Флоренцией в 1433 году после заключения мирного договора в Ферраре, когда Якопо II вернул республике все ранее захваченные у неё территории. Его попытки заключить мирное соглашение с Флорентийской республикой усилились после победы Итальянской лиги под руководством Флоренции в битве при Ангиари. Наконец, в ноябре 1440 года между синьорией и республикой было заключено соглашение, восстановившее прежние договоры, включавшие налоговые льготы для флорентийцев на территории синьории Пьомбино.

### Поздние годы
В 1430-х годах Якопо II планомерно проводил строительные работы и заселение синьории Популонии. Во многом этому способствовало увлечение синьора Пьомбино античностью. Он бережно относился к памятникам этрусской культуры в Популонии. До начала работ в этой синьории заселена была лишь прибрежная полоса у залива Баратти, где находились солончаки, башня, портовая деревня и рыбные рынки. Выше, на месте древнего некрополя, в то время находился лес, скрывавший руины. По приказу Якопо II лес был вырублен, и на его месте была построена новая деревня с крепостью и бастионами. Для заселения синьории Якопо II дарил переехавшим из Пьомбино в Популонию семьям дом и земли за стенами новой крепости.
В 1435—1440 годах Якопо II поручил сиенскому архитектору Нанни ди Маджо да Терранова начать строительство нового большого дворца приоров и старейшин. Здание было построено с гвельфской зубчатой стеной. Прежнее здание, малый дворец старейшин у Земляных ворот, было передано им монахам-францисканцам под монастырь.
В 1439 году Якопо II ожидал рождения наследника забеременевшей от него куртизанкой. По случаю предстоящих родов ко двору в Пьомбино по приглашению Якопо прибыли послы Флорентийской и Сиенской республик. В сам день родов синьором Пьомбино был организован большой приём, завершившийся конфузом — куртизанка родила темнокожего ребёнка.
В июле 1440 года на владения Якопо II напал кондотьер Бальдаччо д’Ангиари и захватил синьорию Суверето. В ноябре 1440 года синьор Пьомбино заключил новый союз с Флорентийской республикой. 28 августа 1441 года армия кондотьера подступила к крепости Пьомбино. К Бальдаччо д’Ангиари присоединился единокровный брат отца Якопо II, Эмануэле Аппиано, который, узнав о серьезной болезни племянника, решил заявить о своих правах на синьорию, согласно завещанию покойного брата. Оба агрессора потерпели сокрушительное поражение и были вынуждены отступить. Якопо II умер во дворце в Пьомбино 27 декабря 1441 года. Перед смертью он долго и мучительно болел, по слухам, он был отравлен.
Брак Якопо II оказался бездетным, более того, незадолго до смерти жена оставила его. Мать покойного синьора Пьомбино, Паола Колонна, после смерти сына узурпировала власть в синьории и правила ею до своей смерти, наступившей в ноябре 1445 года. После неё новой синьорой Пьомбино стала Катерина, старшая сестра Якопо II, правившая синьорией вместе с мужем, кондотьером Ринальдо Орсини.